# (2199) Kleť
(2199) Kleť es un asteroide que forma parte del cinturón de asteroides y fue descubierto por Antonín Mrkos el 6 de junio de 1978 desde el Observatorio Klet, cerca de České Budějovice, República Checa.

## Designación y nombre
Kleť se designó inicialmente como 1978 LA.
Posteriormente fue nombrado por el observatorio y las montañas homónimas.

## Características orbitales
Kleť está situado a una distancia media del Sol de 2,241 ua, pudiendo acercarse hasta 1,791 ua y alejarse hasta 2,691 ua. Su excentricidad es 0,2008 y la inclinación orbital 8,198°. Emplea en completar una órbita alrededor del Sol 1226 días.